# Солбиате Олона
Солбиа̀те Оло̀на (на италиански: Solbiate Olona; на ломбардски: Sulbiàa, Сулбиаа) е градче и община в Северна Италия, провинция Варезе, регион Ломбардия. Разположено е на 247 m надморска височина. Населението на общината е 5439 души (към 2017 г.).